# خوسيه ماريا كالفو
خوسيه ماريا كالفو (بالإسبانية: José María Calvo)‏ (15 يوليو 1981 ببوينس آيرس في الأرجنتين - ) هو لاعب كرة قدم أرجنتيني في مركز الدفاع. لعب مع بوكا جونيورز وخيمناستيك طركونة وريكرياتيفو.

## وصلات خارجية
- خوسيه ماريا كالفو على موقع الاتحاد الأوربي (الإنجليزية)
- خوسيه ماريا كالفو على موقع إي إس بي إن إف سي (الإنجليزية)
- خوسيه ماريا كالفو على موقع قاعدة بيانات كرة القدم.إي يو (الإنجليزية)
- خوسيه ماريا كالفو على موقع Soccerway.com (الإنجليزية)